# Avaceratop
L'avaceratop (Avaceratops lammersi) és una espècie de dinosaure ceratòpsid que visqué en el que actualment és Nord-amèrica al període Cretaci. Es tracta de l'única espècie del gènere Avaceratops.
Fins ara només s'han trobat parts d'un esquelet d'avaceratop. Fou descobert l'any 1981 a Montana, EUA, pel paleontòlegs Ed i Ava Cole. Aquest dinosaure rep el seu nom per Ava (dona d'Ed). No se'ls donà aquest nom fins a l'any 1986. La troballa consta d'un crani quasi complet, de quasi tots els ossos de les potes, algunes vèrtebres i costelles.
El seu hàbitat eren les planes inundables boscoses amb aigua abundant i aiguamolls costaners.